# Sancho de Londoño
Sancho de Londoño (Hormilla, La Rioja, 1515? – Maastricht, 30 mei 1569) was een Spaans militair en schrijver. In 1568 was hij enige maanden militair gouverneur van Maastricht.
Sancho de Londoño was de zoon van Antonio de Londoño en Ana Martínez de Ariz. Zijn broer, Antonio de Londoño, was eveneens militair. Hij werd opgeleid aan de universiteit van Alcalá de Henares en trad in 1542 in militaire dienst als piekenier in dienst van Fernando Álvarez de Toledo, de hertog van Alva. Hij vocht aanvankelijk aan de Frans-Spaanse grens tegen de troepen van Frans I van Frankrijk. In 1544 werd hij naar Duitsland gezonden om de troepen van keizer Karel V bij te staan tegen het Schmalkaldisch Verbond. In 1547 vocht hij in de Slag bij Mühlberg. Een jaar later werd hij bevorderd tot Luitenant bij de cavalerie.
In 1552 vocht hij als kapitein in Metz en in 1553 in Montalcino. Een jaar later ontving hij de Orde van Santiago en weer een jaar later werd hij, samen met de hertog van Alva, uitgezonden naar de Habsburgse Nederlanden. In 1556 hielp hij Alva in Napels bij diens strijd tegen paus Paulus IV (Spaanse invasie van de Kerkelijke Staat, 1556). In 1558 werd hij bevorderd tot Maestre de Campo van een tercio van Lombardische huursoldaten. Van 1559 tot 1564 was hij gouverneur van het Presidio (fort) van Asti in Piëmont. Daarna hield hij zich bezig met diplomatieke missies in Zwitserland, om de doortocht van de Spaanse legers door het kanton Graubünden te verzekeren. In 1565 nam hij deel aan het Beleg van Malta.
In juni 1567 werd hij met zijn Lombardisch tercio opnieuw uitgezonden naar de Spaanse Nederlanden om de hertog van Alva bij te staan, die toen landvoogd der Nederlanden was geworden. Hier vocht hij mee in de eerste schermutselingen van de Tachtigjarige Oorlog, onder andere bij Nijmegen en Lier. Op 23 april van dat jaar trok hij, terwijl hij al ziek was, Maastricht binnen met vijf vendels. Samen met de troepen van de militair gouverneur van die stad, graaf Philip van Eberstein, won hij de Slag bij Dalheim (bij  Rheindahlen, ten oosten van Roermond), de eerste slag in de Tachtigjarige Oorlog. Daarmee oogstte hij respect bij zijn tegenstanders, de troepen van Willem van Oranje. Als beloning werd hij benoemd tot gouverneur van Maastricht, waarvoor hij op 9 juli 1568 de eed aflegde. Daarna vocht hij nog onder de hertog van Alva in Friesland.
Na een ziekbed van enkele maanden stierf hij in mei 1569 op het kasteel Severen te Amby. Hij werd begraven in de Sint-Servaaskerk te Maastricht, naast het graf van proost Jan van Eynatten.

## Literaire werken
Sancho de Londoño schreef een aantal werken, onder andere over legerhervormingen.
- Discurso sobre la forma de reducir la disciplina a mejor y antiguo estado. Brussel, 1589;
- Libro del arte militar. Valencia, 1596;
- Comentario hecho por el ilustre caballero Don Sancho de Londoño.

- Biblioteca Nacional de España: XX996692
- Digitale Bibliotheek voor de Nederlandse Letteren: lond003
- Gemeinsame Normdatei: 134200292
- International Standard Name Identifier: 0000 0000 6138 5814
- Library of Congress Control Number: n85208984
- Nederlandse Thesaurus van Auteursnamen: 326176578
- Système universitaire de documentation: 091906830
- Virtual International Authority File: 67677803
- WorldCat: E39PBJtcFJQMQY6BYXWWcTXWXd